# Leucocarbo
Leucocarbo — рід сулоподібних птахів родини бакланових (Phalacrocoracidae). Містить 15 видів.

## Поширення
Вони поширені навколо холодних частин Південної півкулі, особливо поблизу півдня Південної Америки, навколо Антарктиди та Нової Зеландії. Багато з них є ендеміками віддалених островів.

## Опис
У багатьох видів синє, фіолетове або червоне кільце навколо ока; біла нижня частина та рожеві стопи.

## Види
- Баклан перуанський, Leucocarbo bougainvillii
- Баклан імператорський, Leucocarbo atriceps
- Баклан георгійський, Leucocarbo georgianus
- Баклан антарктичний, Leucocarbo bransfieldensis
- Баклан білоплечий, Leucocarbo nivalis
- Баклан маріонський, Leucocarbo melanogenis
- Баклан маккуорійський, Leucocarbo purpurascens
- Баклан кергеленський, Leucocarbo verrucosus
- Баклан новозеландський, Leucocarbo carunculatus
- Баклан бронзовий, Leucocarbo chalconotus
- Баклан ракіурайський, Leucocarbo stewarti
- Баклан плямистий, Leucocarbo onslowi
- Баклан кемпбельський, Leucocarbo campbelli
- Баклан оклендський, Leucocarbo colensoi
- Баклан баунтійський, Leucocarbo ranfurlyi